# Calvana (race bovine)
La calvana est une race bovine italienne.

## Origine

### Géographique
Elle vient des Apennins de Toscane, dans une zone couvrant les communes de Cantagallo, Montemurlo, Vaiano et Vernio dans la province de Prato, et les communes de Barberino di Mugello et Sesto Fiorentino dans la ville métropolitaine de Florence. 

### Génétique
Elle a une origine commune avec la chianina, des taureaux de cette race ayant été utilisés sur des vaches podolica à la fin du XVIIIe siècle.
Le but de ces croisements étaient de conjuger la rusticité et la force de travail de la podolica avec la rentabilité bouchère de la chianina. Des influences de races maremmana et romagnola sont aussi mentionnées..

### Effectifs
Race mixte de travail et bouchère, elle a payé un lourd tribut à la mécanisation de l'agriculture.
Elle est inscrite en 1985 à l'inventaire des races menacées de disparition et à cette occasion, voit son livre généalogique créé. Les mesures de préservation prises, font augmenter les effectifs de 46 animaux en 1983 à 456 en 2014.

## Morphologie
Elle porte une robe blanche-porcelaine, blanc nacré de gris clair, et les taureaux peuvent avoir des zones gris plus sombre au niveau du garrot. Les muqueuses, sabots et fouet de la queue sont noirs. À sa naissance, le veau est froment. Sa robe s'éclaircit en grandissant. Les cornes sont courtes en croissant, claires à pointes sombres. 
Elle est de grande taille. La vache mesure 145 cm pour 750 kg et le mâle 155 cm pour 1 000 kg. Sa stature est massive avec un tronc court et large et une bonne musculature. 

## Aptitudes
Race de travail, sa stature en faisait une race de trait puissante. Elle est bien reconvertie aujourd'hui en race bouchère, particulièrement pour la production de veaux. Elle a conquis des zones de collines, plus favorables que ses montagnes d'origine. Élevée en stabulation durant l'hiver, sa robustesse lui permet de passer les trois autres saisons en plein air. Les veaux passent l'été au pâturage avec leur mère, avant d'être sevrés à l'automne et mis à l'engraissement préalable à l'abattage. 
Elle offre une viande savoureuse de grande qualité.

## Sources
1. 1 2 3 4 5  (it) « Razze zootecniche in pericolo di estinzione : la bovina Calvana », Site « associazionerare.it » (consulté le 11 juin 2017)
2. 1 2  (en) « Calvana », Site « dad.fao.org » de DAD-IS, base de données de l'Organisation des Nations unies pour l'alimentation et l'agriculture (consulté le 11 juin 2017)